# Reedah Shaw
Pour les articles homonymes, voir Shaw.
Reedah Shaw, née vers 2000, est une nageuse sud-africaine.

## Carrière
Reedah Shaw remporte aux Championnats d'Afrique de natation 2021 à Accra la médaille de bronze du 200 mètres brasse.